# Azepan
Azepan je zasićeno sedmočlano heterociklično jedinjenje sa jednim atomom azota. Atom azota je u poziciji prstena 1.
Kaprolaktam je dobro poznat derivat azepana.